# Essays (Montaigne)
Essays er den seneste danske titel på den franske forfatter, politiker og diplomat Michel de Montaignes filosofiske værk, Essais, fra slutningen af det 16. århundrede.
I de tre binds 107 essays af meget varieret længde (mellem en og 177 sider) behandler Montaigne allehånde emner med udgangspunkt i sin egen tid samt sine egne erfaringer og oplevelser og spækket med henvisninger til og citater af især klassiske romerske og græske tænkere og statsmænd.
Hans værk er gennemsyret af fordomsfri humanisme og har inspireret mange i eftertiden; det kan betragtes som det vigtigste værk i fransk filosofi før oplysningstiden.
Den seneste udgave på dansk er Else Henneberg Pedersens oversættelse fra 1992.

## De 107 essays i kronologisk orden

### Bind I
- Til læseren
- Med forskellige midler opnår man samme resultat
- Om at føle sorg
- Vore følelser rækker ud over os selv
- Om hvordan vi får afløb for vore følelser ved at kaste os over de forkerte ting når vi mangler de rigtige
- Om hvorvidt kommandanten i en belejret stilling bør gå ud fo at forhandle
- Den farlige forhandlingstime
- Om at hensigten dømmer vore handlinger
- Om uvirksomhed
- Om løgnere
- Om hurtig eller langsom tale
- Om forudsigelser
- Om selvbeherskelse
- Ceremoniel ved kongers møde
- Om at sansen for hvad der er godt og ondt for en stor del kommer an på hvordan vi selv opfatter det
- Man straffes for uden god grund at bide sig fast i en befæstet stilling
- Om at straffe fejhed
- Et ejendommeligt træk ved nogle ambassadører
- Om at være bange
- Om ikke at erklære nogen for lykkelig før efter hans død
- At filosofere er at lære at dø
- Om fantasiens magt
- Den enes død er den andens brød
- Om vane - og om ikke uden videre at lave om på hævdvunden lov
- Modsatte resultater af samme handlemåde
- Om pædagogik
- Om børneopdragelse
- Det er vanvittigt at lade rigtigt og forkert bero på vores egen fatteevne
- Om venskab
- Niogtyve sonetter af Etienne de La Boétie
- Om at holde måde
- Om kannibaler
- Om at man skal være forsigtig med at dømme om Guds vilje
- Om at undgå enhver form for sanselig nydelse, om det så skal koste livet
- Lykken går ofte hånd i hånd med retfærdigheden
- Om en mangel ved vores lovgivning
- Om vanen at gå med tøj
- Om Cato den Yngre
- Om at den samme ting får os til at le og græde
- Om at leve i ensomhed
- Nogle tanker om Cicero
- Om ikke at give sin ære fra sig
- Om den ulighed der er imellem os
- Om luksusbegrænsende love
- Om at sove
- Om slaget ved Dreux
- Om navne
- Om vores usikre dømmekraft
- Om stridsheste
- Om nogle gamle romerske skikke
- Om Demokrit og Heraklit
- Om hule ord
- Om de gamle grækeres og romeres nøjsomhed
- Om noget Cæsar har sagt
- Om ligegyldige spidsfindigheder
- Om lugte
- Om at bede
- Om levealder

### Bind II
- Om inkonsekvens i vore handlinger
- Om drikfældighed
- En skik på øen Keos
- I morgen er der atter en dag
- Om samvittighed
- Om at øve sig
- Om hædersbevisninger
- Om fædres kærlighed til deres børn
- Om parthernes rustninger
- Om bøger
- Om grusomhed
- Forsvar for Raymond Sebond
- Om at dømme om andres død
- Hvordan vi kommer os selv på tværs
- Om at begæret vokser med vanskelighederne
- Om ære
- Om indbildskhed
- Om at gendrive løgne
- Om trosfrihed
- Vi nyder intet rent og ublandet
- Mod ugidelighed
- Om postryttere
- Om at bruge slette midler til et godt formål
- Om Roms storhed
- Om at man skal lade være med at spille syg
- Om tommelfingre
- Fejhed, grusomhedens moder
- Hver tin til sin tid
- Om mod
- Om et vanskabt barn
- Om vrede
- Forsvar for Seneca og Plutarch
- Historien om Spurina
- Nogle iagttagelser om Cæsars krigsførelse
- Om tre gode hustruer
- Om nogle helt enestående mænd
- Om børns lighed med deres fædre

### Bind III
- Om det nyttige og det prisværdige
- Om samvittighedsnag
- Om tre omgangsformer
- Om afledningsmanøvrer
- Om nogle vers af Vergil
- Om køretøjer
- Om ulemperne ved at være højt på strå
- Om kunsten at samtale
- Om livets forfængelighed
- Om at holde hus med sine følelser
- Om halte
- Om vores udseende
- Om erfaring